# Begraafplaats van Templeuve-en-Pévèle
De Begraafplaats van Templeuve is een gemeentelijke begraafplaats in de gemeente Templeuve in het Franse Noorderdepartement. De begraafplaats ligt centraal in het dorp, net ten noorden van de oude dorpskern.

## Britse oorlogsgraven
Op de begraafplaats bevindt zich een klein Brits militair perk uit de Tweede Wereldoorlog. Het telt 2 geïdentificeerde graven die worden onderhouden door de Commonwealth War Graves Commission. In de CWGC-registers is de begraafplaats opgenomen als Templeuve Communal Cemetery.